# Les Ormes (Vienne)
Les Ormes ist eine französische Gemeinde mit 1.620 Einwohnern (Stand: 1. Januar 2022) im Département Vienne in der Region Nouvelle-Aquitaine; sie gehört zum Arrondissement Châtellerault und zum Kanton Châtellerault-2.

## Geographie
Les Ormes liegt etwa 17 Kilometer nordnordöstlich von Châtellerault am Fluss Vienne, der die westliche Gemeindegrenze bildet. Die Creuse bildet die östliche Gemeindegrenze. Umgeben wird Les Ormes von den Nachbargemeinden Port-de-Piles im Norden, Descartes im Nordosten, Buxeuil im Osten, Saint-Rémy-sur-Creuse im Südosten, Dangé-Saint-Romain im Süden, Antogny-le-Tillac im Westen sowie Pussigny im Nordwesten.

## Bevölkerungsentwicklung
| 1962                       | 1968 | 1975 | 1982 | 1990 | 1999 | 2006 | 2012 | 2018 |
| -------------------------- | ---- | ---- | ---- | ---- | ---- | ---- | ---- | ---- |
| 1344                       | 1435 | 1394 | 1473 | 1386 | 1431 | 1536 | 1666 | 1620 |
| Quellen: Cassini und INSEE |      |      |      |      |      |      |      |      |

## Verkehr
Der Bahnhof von Les Ormes liegt an der Bahnstrecke Paris–Bordeaux und wird im Regionalverkehr mit TER-Zügen nach Tours und Poitiers bedient.

## Sehenswürdigkeiten
- Kirche Saint-Martin-Sainte-Marguerite aus dem 19. Jahrhundert
- Priorat Saint-Sulpice, Monument historique seit 1969
- Schloss und Kapelle Falaise aus dem 19. Jahrhundert
- Schloss La Fontaine
- Schloss und Domäne Les Ormes, seit 1966 Monument historique
- Stallungen (genannt La Bergerie), 1766 bis 1768 erbaut
- Ehemalige Gendarmerie, erbaut 1833
- Markthalle, seit 1934 Monument historique
- Waschhaus

Siehe auch: Liste der Monuments historiques in Les Ormes (Vienne)

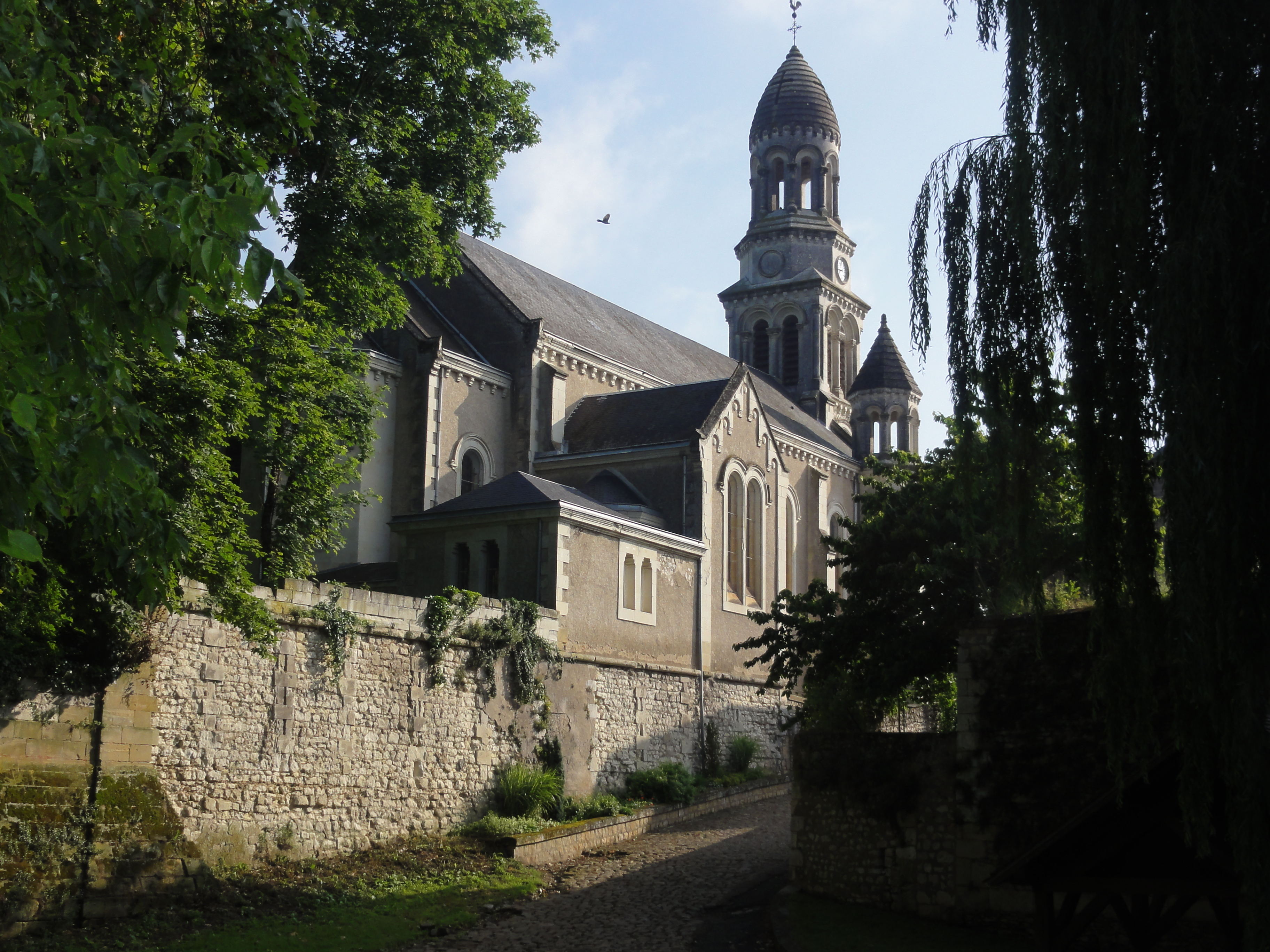
Kirche Saint-Martin-Sainte-Marguerite
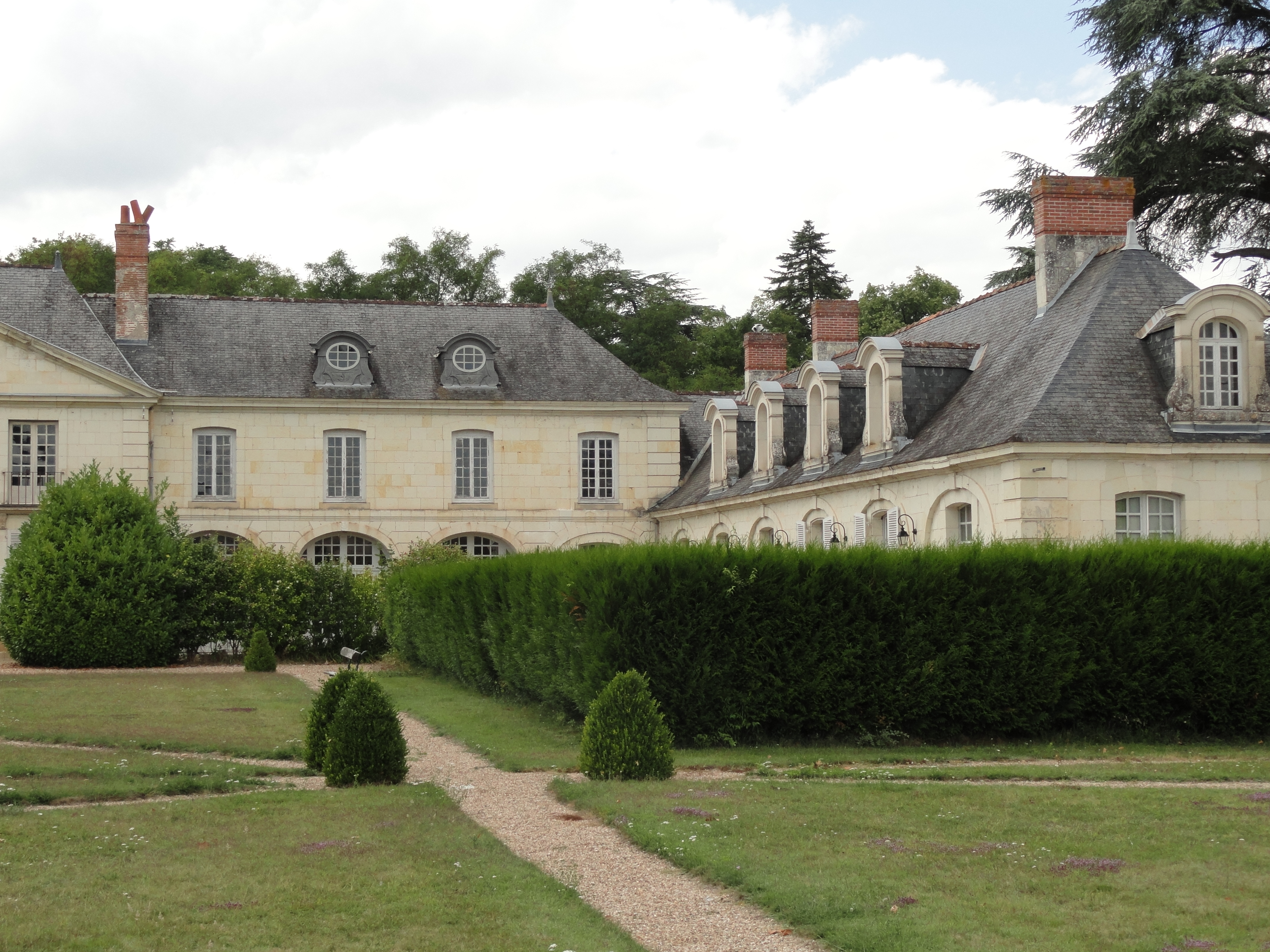
Schloss Les Ormes
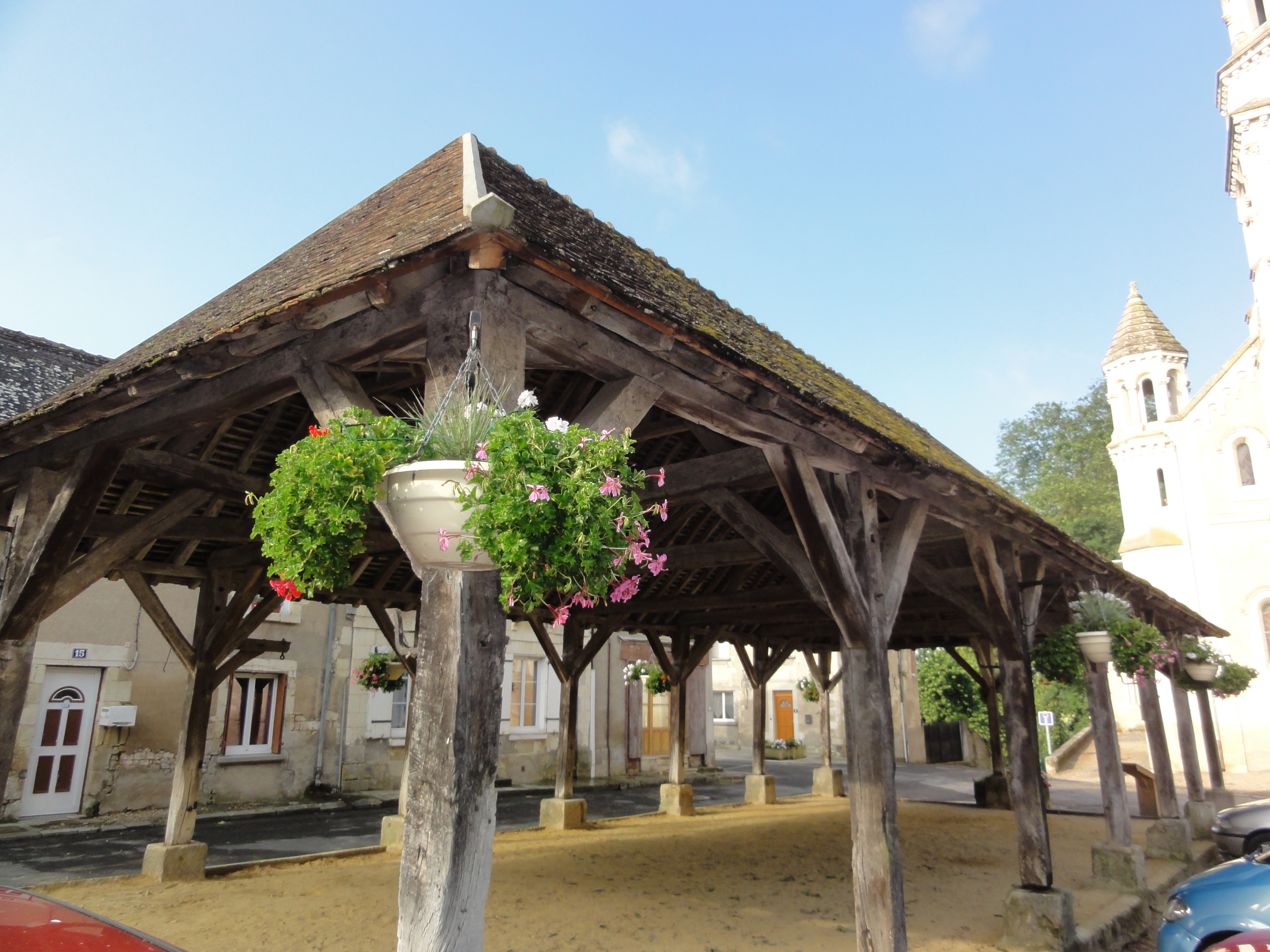
Markthallen
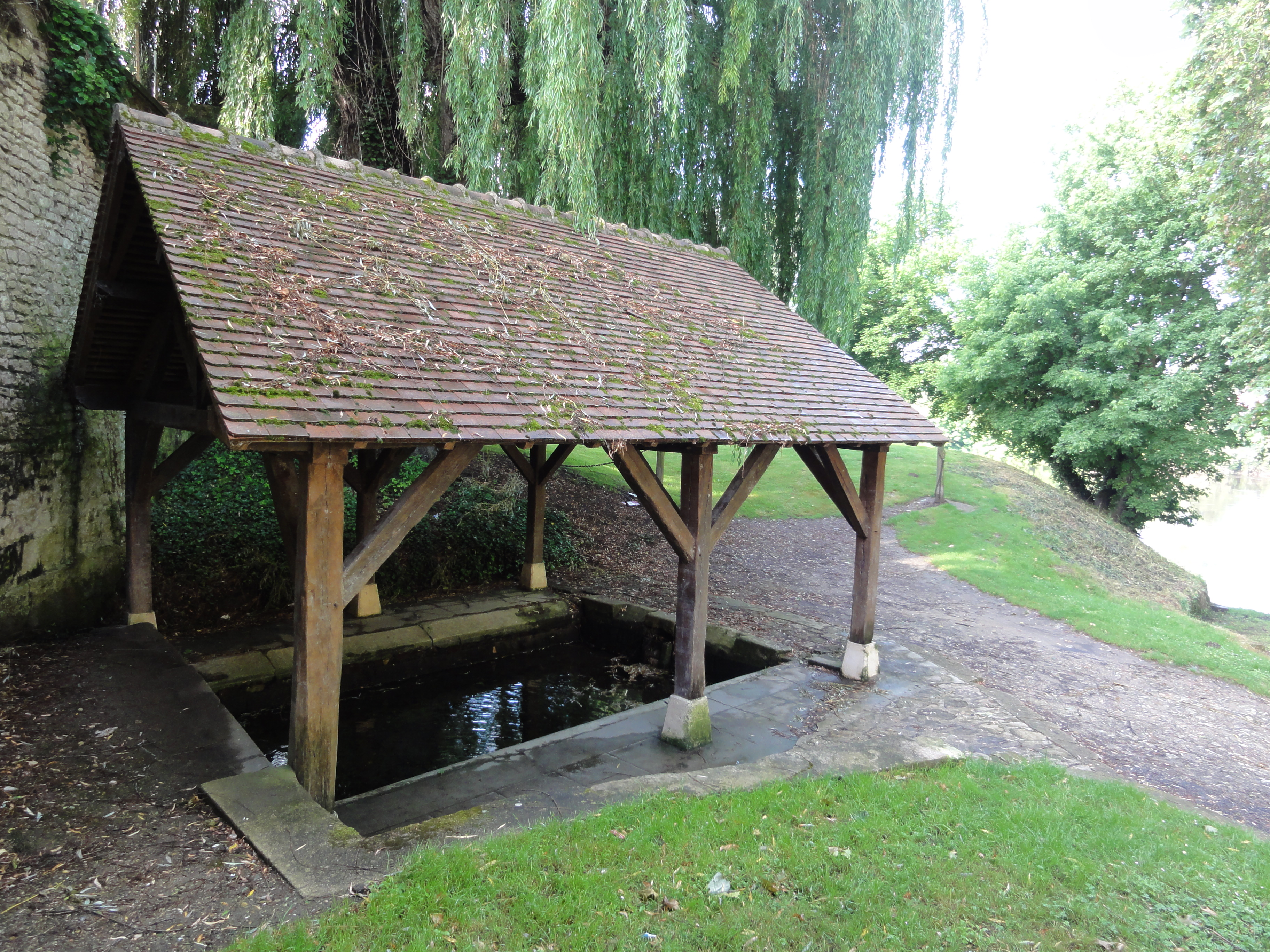
Waschhaus